# Eunotopsia nikitini
Eunotopsia nikitini är en stekelart som beskrevs av Boucek 1988. Eunotopsia nikitini ingår i släktet Eunotopsia och familjen puppglanssteklar. Inga underarter finns listade i Catalogue of Life.